# Itxurakeriari Stop Hipocrisy
«Itxurakeriari Stop Hipocrisy» es el octavo sencillo del grupo de rock español Negu Gorriak. Fue el segundo sencillo extraído de su más aclamado álbum: Borreroak Baditu Milaka Aurpegi.
El sencillo fue lanzado por la discográfica independiente Esan Ozenki en octubre de 2003. El sencillo contiene dos canciones, «Hipokrisiari stop!» y «Euskaldunok eta zientzia», ambas grabadas en febrero de 1993. Aunque en el sencillo la primera canción aparezca como «Hipokrisiari stop!», en realidad se trata de una remezcla con diferentes samples del cantante vasco Luis Mariano, a quien está dedicada la canción. El tema apareció en CD por vez primera al editarse Ustelkeria, donde aparece como «Hipokrisiari stop! (Luis Mariano mix)»

## Lista de canciones
Cara A: «Hipokrisiari stop! (Luis Mariano mix)» («¡Stop hipocresía!»).
Cara B: «Euskaldunok eta zientzia» («Los vascos y la ciencia»).

## Significado de las canciones

### «Hipokrisiari stop!»
«Hipokrisiari stop!» está escrita por Fermin Muguruza en homenaje al cantante y actor vasco Luis Mariano. La música es de Fermin e Iñigo Muguruza. La canción narra brevemente la vida del músico (hijo de un exiliado tras la Guerra Civil que aprende a cantar vendimiando, consigue fama como cantante y actor en Francia), primero repudiado por el régimen franquista («homosexual y rojo, son pecados imperdonables»), para más tarde, ser reconocido en Irún, su pueblo natal («En mi ciudad, Luis Mariano tiene ya su sitio al lado de Cristóbal Colón», ironiza Fermin).
De «Hipokrisiari stop!» el grupo ha grabado dos versiones. La primera es la versión aparecida en el álbum Borreroak Baditu Milaka Aurpegi (canción número 4). La segunda (cara A del sencillo) es una remezcla del tema original en la que se pueden escuchar samples de Luis Mariano cantando en euskera.

### «Euskaldunok eta zientzia»
«Euskaldunok eta zientzia» (cara B del sencillo y pista número 19 en Borreroak Baditu Milaka Aurpegi) está escrita por Mikel Antza y musicada por Fermin Muguruza y Kaki Arkarazo. En ella, Negu Gorriak disparan contra la tortura que, según ellos, es sistemática para con los presos vascos en las comisarías de las Fuerzas y Cuerpos de Seguridad tanto españolas como francesas.
Mikel Antza hace gala en la letra de un siniestro humor negro, al comparar los descubrimientos de Arquímedes, Newton, Galileo y Einstein con prácticas de tortura:

<table, align="center" cellspacing="15">
Arkimedesek asmatu zuen aspaldi

gorputz solido bat likido bafetan

murgiltzerakoan, kanporatzen den bolumena

gorputzarena berdina dela.
Baina euskaldunok badakigu

tronpatu egin zela grekoa.

Biriketan beti bada zerbait

ta horregatik pott egiten dugu etsaminetan.
Zientzia eta euskaldunok.
[...]
Arquímedes descubrió hace tiempo que

al sumergir un cuerpo en un líquido

se vierte una cantidad de líquido,

igual al volumen del cuerpo sumergido.
Pero los vascos sabemos

que el griego se equivocó.

Pues siempre queda algo en los pulmones

y por eso suspendemos siempre los exámenes.
La ciencia y los vascos.
[...]